# Gândire magică
Gândirea magică este un termen utilizat în antropologie, filozofie și psihologie, denotând relații cauzale între acțiuni și evenimente. Există diferențe minore în semnificație la anumiți teoreticieni precum și între domeniile de studiu.
În antropologie, acesta denotă atribuirea cauzalității între entități grupate una cu cealaltă (coincidență) sau similare între ele. 
În psihologie, entitățile între care trebuie să fie propusă o relație cauzală sunt mai strict delimitate; aici denotă credința că numai gândurile cuiva pot produce efecte în lume sau că gândirea despre ceva corespunde realizării. În ambele cazuri, credința poate cauza teamă persoanei, aparent nejustificată pentru un observator din afara sistemului de credință, de a efectua anumite acțiuni sau având anumite gânduri datorită unei presupuse corelații între a face așa și proferarea calamității.
În psihiatrie, gândirea magică este o tulburare de gândire prin conținut; aici denotă falsa credință că gândurile, acțiunile, sau cuvintele cuiva vor produce sau preveni o anumită consecință într-un mod care sfidează legile obișnuit înțelese ale cauzalității.

## Antropologie
În religie, folclor, și credințe superstițioase, cauzalitatea propusă este între ritualul religios, rugăciune, sacrificiu, sau respectarea unui tabu, și un beneficiu sau recompensă așteptată.
Cercetătorii au identificat două posibile principii ca și cauze formale ale atribuirii de relații cauzale false:
- contiguitatea temporală a două evenimente
- „gândirea asociativă”, asocierea de entități pe baza asemănării între acestea

Proeminenți teoreticieni victorieni au identificat gândirea asociativă (un aspect comun al practicanților magiei) ca formă caracteristică de iraționalitate. Ca la toate formele de gândire magică, despre noțiunile de cauzalitate bazate pe asociere și similarități se spune că nu reprezintă totdeauna practicarea magiei de către un magician. De exemplu, doctrina semnăturilor susținea că asemănările dintre părțile unei plante și părțile corpului indicau eficiența acestora în tratarea bolilor acelor părți ale corpului, și făcea parte din medicina vestică în timpul Evului mediu. Această gândire pe bază de asociere este un exemplu viu al aplicării generale omenești a euristicii reprezentativității.